# Podziemka gwiaździstozarodnikowa
Podziemka gwiaździstozarodnikowa (Octaviania asterosperma Vittad.) – gatunek grzybów z rodziny borowikowatych (Boletaceae).

## Systematyka i nazewnictwo
Pozycja w klasyfikacji według Index Fungorum: Octaviania, Boletaceae, Boletales, Agaricomycetidae, Agaricomycetes, Agaricomycotina, Basidiomycota, Fungi.
Ma 16 synonimów. Niektóre z nich:
- Arcangeliella asterosperma (Vittad.) Zeller & C.W. Dodge 1935
- Arcangeliella asterosperma (Vittad.) Zeller & C.W. Dodge 1935 var. asterosperma
- Arcangeliella asterosperma var. hololeuca (R. Hesse) Zeller & C.W. Dodge 1935
- Octaviania hessei (Kuntze) Svrček 1958
- Octavianina asterosperma (Vittad.) Kuntze 1898[2].

Nazwę zwyczajową zaproponował Władysław Wojewoda w 2003 r.

## Morfologia
Owocnik
Zazwyczaj mniej więcej kulisty, czasami spłaszczony, bulwiasty lub nieregularny, przy podstawie często z białymi ryzomorfami. Ma średnicę 1–3 cm i jest białawy, ale po dotknięciu lub uszkodzeniu staje się różowy, różowo-czerwony, lub winnoczerwony. Starsze owocniki ciemnieją i stają się kolejno ochrowobrązowe, brązowe i czarniawe.
Cechy mikroskopowe
Zarodniki kuliste lub niemal kuliste, o średnicy 12–16, rzadko do 18 μm. Ich powierzchnia pokryta jest dużymi, stożkowymi i tępymi brodawkami o rozmiarach 2,5–3,5 × 2–3 μm. W KOH ich ściany są żółte, w odczynniku Melzera stają się brązowożółte, w końcu czerwonobrązowe. Podstawki 26–34 × 11–16 μm, nieco maczugowate, 2–3- lub 4–sterygmowe. Cystydy i konidiofory są cienkościenne, o długości 36–66 (–80) μm, średnicy 8–15 μm, przy czym te najdłuższe są najwęższe. Mają brzuchatą podstawę i długą, często nieregularną w kształcie szyjkę. W KOH są przezroczyste i bezbarwne (hialinowe).
System strzępkowy monomityczny. Tworzące szeroki pas strzępki w hymenium i tramie równoległe lub nieco splątane. Mają grubość 6–10 μm i są w nich rozproszone sferocysty o średnicy do 25 μm, zwłaszcza w miejscach rozgałęzień strzępek. Perydium w KOH nabiera żywych barw, można na nim zaobserwować ornamentację w postaci ochrowych włókienek tworzących cienką zewnętrzną warstewkę złożoną z przylegających strzępek. Kontekst hialinowy. Brak sprzążek.

## Występowanie i siedlisko
W piśmiennictwie naukowym na terenie Polski do 2003 r. podano tylko 2 stanowiska, obydwa dawne: (Wrocław, 1889 i Iwonicz-Zdrój, 1939). Rozprzestrzenienie tego gatunku i częstość jego występowania na terenie Polski nie są znane. Nowsze stanowiska podaje internetowy atlas grzybów. Podziemka gwiaździstozarodnikowa jest w nim zaliczona do grupy gatunków chronionych i zagrożonych.
Występuje w lasach, zwłaszcza liściastych, bukowych. Grzyb podziemny, jego owocniki wyrastają pod ziemią, ale także nad ziemią, w ściółce opadłych liści i w próchnicy.